# Louis Hubert Farabeuf

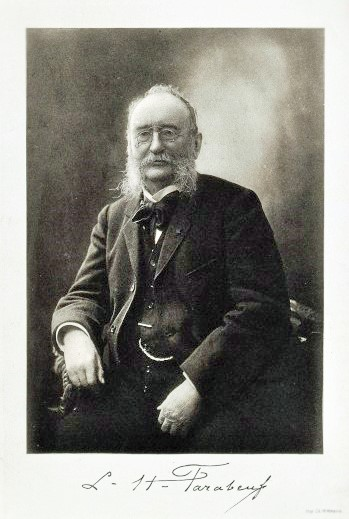
Louis Hubert Farabeuf (Fotogravüre von Ch. Wittmann)

Louis Hubert Farabeuf (* 6. Mai 1841 in Bannost; † 13. August 1910 in Beton-Bazoches) war ein französischer Chirurg, dem die Einführung der Hygiene in die französische medizinische Lehre zugeschrieben wird. Seine Statue steht im Haupthof der École nationale de médecine de Paris, deren Großer Hörsaal ebenfalls seinen Namen trägt.

## Leben und Schaffen
Als Sohn von Landwirten wurde er 1861 Praktikant an den Krankenhäusern in Paris. Beim Auswahlverfahren von 1864 wurde er zum Volontärarzt der Pariser Krankenhäuser ernannt, 1868 zum Assistenzarzt der Anatomie und 1872 zum Prosektor in der Anatomie. Als er im Jahr 1876 außerordentlicher Professor der Medizin und 1878 Leiter der anatomischen Arbeiten wurde, eröffnete er den Unterricht in operativer Medizin an der medizinischen Fakultät in Paris. Er verfasste mehrere kleinere Abhandlungen (précis) zur Chirurgie und erfand einige medizinische, insbesondere chirurgische Instrumente, die bis heute verwendet werden (Farabeuf-Klammer/-Zange, Farabeuf-Wundspreizer). Er wurde 1887 zum ordentlichen Professor der Anatomie befördert.
Von 1878 bis 1895 vertrat er im Generalrat Seine-et-Marne den Kanton Villiers-Saint-Georges.
Auf seinem Grab in Beton-Bazoches steht ein Gedicht:
Passant nous te plaignons si tu n’as pas pu connaître

Cet homme vraiment grand dans la paix endormi.

Ses disciples navrés ont pleuré ce bon maître.

Et les petits enfants leur tendre vieillard.
Vorbeigehender, wir bedauern dich, wenn du nicht kennenlernen konntest

Diesen wahrhaft großen Mann, im Frieden schlafend.

Seine betrübten Schüler haben diesen guten Lehrer beweint

Und die kleinen Kinder ihren zärtlichen Greis. Anm. 1
Der du am friedlich Schlafenden vorübergehst, dich wir bedauern,

Wenn du um diesen wahrhaft großen Mann nicht weißt.

Um diesen guten Lehrer die betrübten Jünger trauern

Und kleine Kinder um den zärtlich für sie sorgend’ Greis. Anm. 2

## Nach Farabeuf benannte medizinische Begriffe (Eponymie)

Farabeuf-Wundhaken (Retraktor)

Aus dem Eigennamen Farabeuf sind folgende Eponyme abgeleitet:
Instrumente
- Farabeuf-Wundspreizer/-Abstandshalter/-Wundhaken (écarteur de Farabeuf)
- Farabeuf-Säge (scie de Farabeuf: Amputationssäge mit rotierenden Klingen)
- Farabeuf-Zange (davier de Farabeuf)
- gerades oder gebogenes Raspatorium nach Farabeuf (rugine droite ou courbe de Farabeuf)[4]
- Farabeuf-Schere (cisaille de Farabeuf)
- Farabeuf-Skalpell (bistouri de Farabeuf)
- Farabeuf-Zange (pince de Farabeuf)
- Farabeuf-Klemme (clamp de Farabeuf)
- geriffelte Sonde nach Farabeuf (sonde cannelée de Farabeuf)
- Halskrause nach Farabeuf (collier de Farabeuf)
- Voll- und Hohlschiene nach Farabeuf (rail plein et rail creux de Farabeuf)

Anatomie
- Farabeuf-Triangel (triangle de Farabeuf): seitliche Halsregion, die oben vom Nervus hypoglossus, der die obere Basis bildet, hinten von der Vena jugularis interna und vorne von der Vena facialis communis begrenzt wird[5]
- Farabeuf-Venenstamm (tronc veineux de Farabeuf): Ast der Vena jugularis interna
- Farabeuf-Arterienstamm (tronc artériel de Farabeuf): arterieller Truncus thyrocervicalis, Kollaterale der rechten Arteria subclavia
- sakro-rekto-genito-pubische Klingen nach Farabeuf
- Farabeuf-Halskrause (Collier de Farabeuf): transversaler Vorsprung auf der Oberseite des Talushalses
- Gesäßdeltamuskel nach Farabeuf (deltoïde fessier de Farabeuf): Muskelgruppe, die aus dem Gluteus maximus hinten, dem Tensor fasciae latae vorne und der Fascia lata, an der sie ansetzen, gebildet wird und die Abduktion der Hüfte ermöglicht
- Farabeuf-Klopfer (heurtoir de Farabeuf): Knochenvorsprung an der medialen und unteren Seite des Schlüsselbeins

Obstetrik (Geburtshilfe)
- Farabeuf-Zeichen (signe de Farabeuf; manuelle Probe bzw. Test zwecks Feststellung des begonnenen Abstiegs des Fötus)[6][7][8]

## Farabeuf als literarisch-fiktive Figur
Farabeufs anschaulichen Texte und seine Beschreibungen der Amputationstechniken zogen die Aufmerksamkeit des mexikanischen Schriftstellers Salvador Elizondo auf sich. Elizondo streute in sein Buch Farabeuf ou la chronique d’un instant (1965) Ereignisse ein, die aus dem Leben von Guillaume Dupuytren, Eadweard Muybridge, Louis Daguerre, Nadar u. a. entlehnt waren. Diese literarische Verarbeitung stellte keine Biografie dar.

## Werke

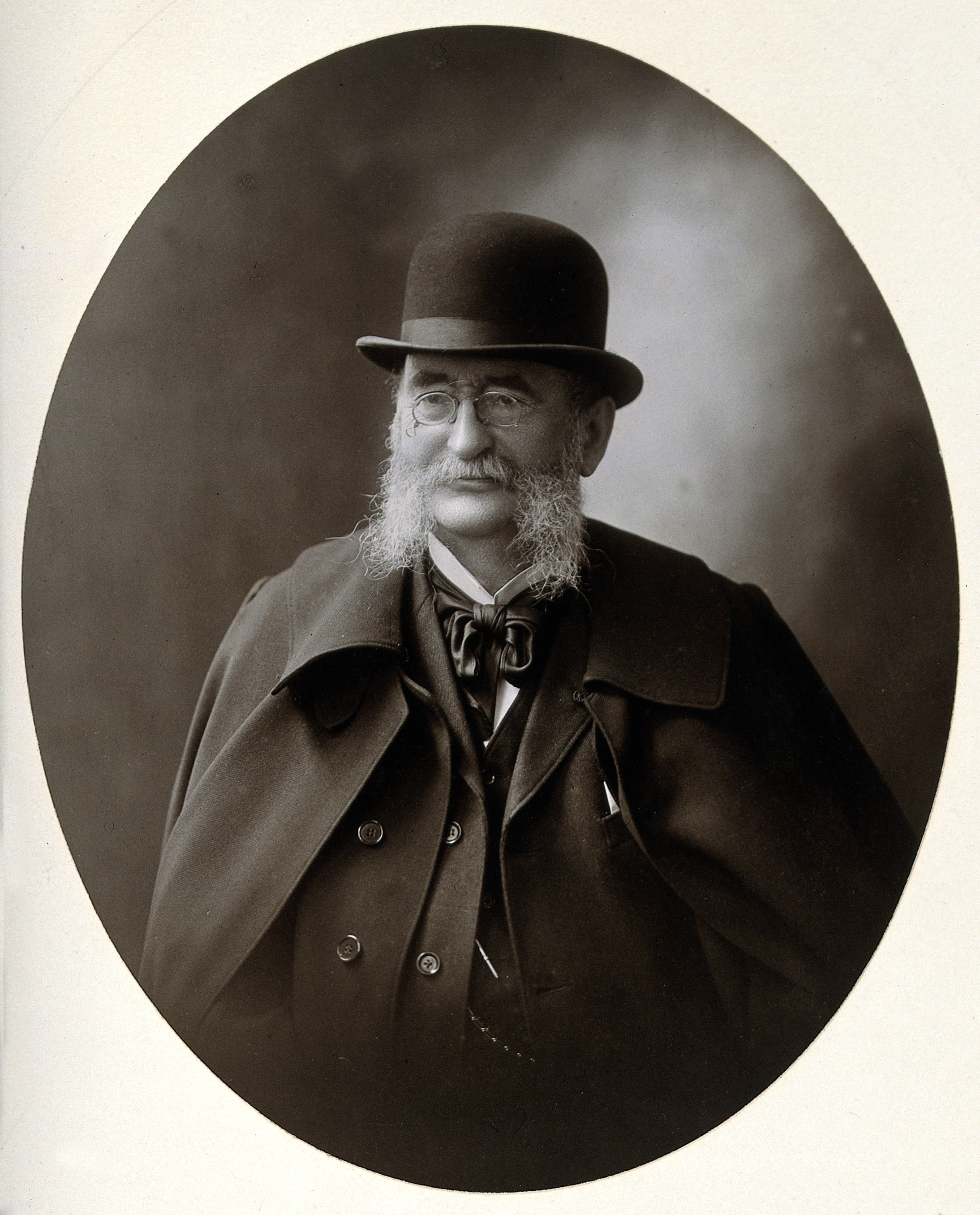
Louis Hubert Farabeuf (Fotografie von Henri Manuel, Paris)

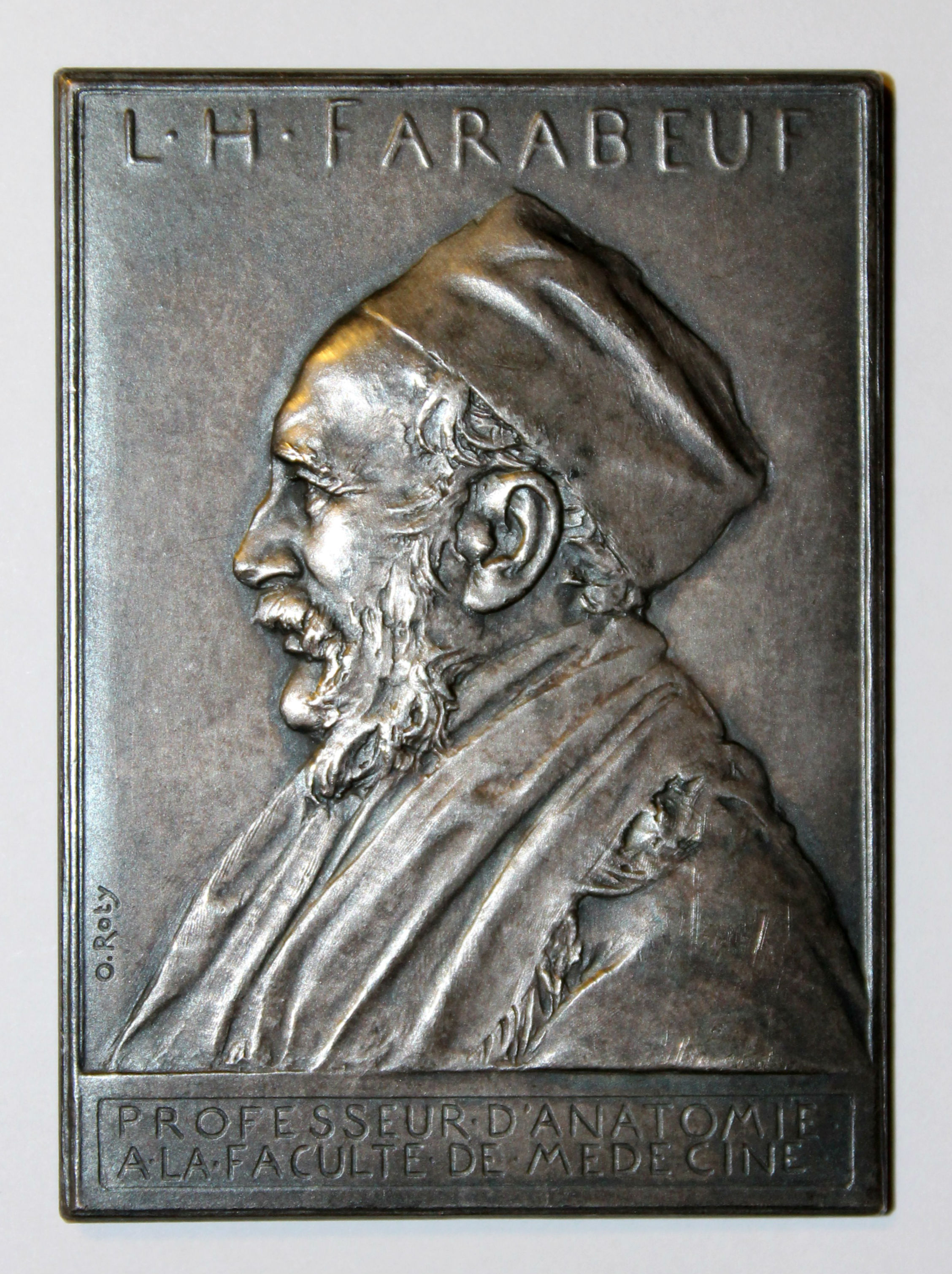
Medaille Louis Hubert Farabeuf (von Oscar Roty, 1899)

- De la Confection des moignons, et de quelques moignons en particulier (poignet, coude, jambe) [annexes: cathétérisme œsophagien, statistique de fractures par armes à feu]. A. Parent, Paris 1871 (Digitalisat auf Gallica).
- De l’épiderme et des épithéliums. G. Masson, Paris 1872 (Digitalisat auf Gallica).
- Exposé des titres et travaux scientifiques. A. Davy, Paris 1886 (parisdescartes.fr).
- De l’épiderme et des épithéliums. Martinet, Paris 1872.
- Précis de manuel opératoire. Masson, Paris 1872 (mit 687 Abbildungen; Scan – Internet Archive).
- De la luxation du pouce en arrière. In: Bulletin de l’Académie de Chirurgie. Vol. 2, 1876, S. 21–62 (Wiederabdruck in: Maîtrise Orthopédique. n° 136, August 2004, maitrise-orthop.com (Memento vom 26. Februar 2014 im Internet Archive)).
- Précis de médecine opératoire. G. Masson, Paris 1872–1881 (Digitalisat auf Gallica).
- Principes fondamentaux d’obstétrique vérifiés, rectifiés ou établis à l’aide de l’expérimentation sur le mannequin naturel et de l’observation sur la parturiente. Introduction à l’étude clinique et à la pratique des accouchements. Anatomie, présentations et positions, mécanisme, toucher, manœuvres, extraction du siège, version, forceps. G. Steinheil, Paris 1891 (Digitalisat auf Gallica; Ausgabe 1904: Digitalisat auf Gallica, Ausgabe 1909: Digitalisat auf Gallica).
- Précis de manuel opératoire. G. Masson, Paris 1893 (Digitalisat auf Gallica; 3., vollständig durchgesehene Auflage, ebenda, 1889: Scan – Internet Archive).
- Précis de manuel opératoire. Nouvelle édition complètement revue et augmentée de figures nouvelles. I. Ligatures des artères. II. Amputations. III. Résections. Appendice (Vollständig durchgesehene, mit neuen Abbildungen erweiterte Auflage; 862 Abbildungen; Digitalisat auf Gallica).
- (mit H. Varnier:) Introduction à l’étude clinique et à la pratique des accouchements. Vorwort von A. Pinard. Steinheil, Paris 1891.
- Les vaisseaux sanguins des organes génito-urinaires du périnée et du pelvis. Masson, Paris 1905 (Scan – Internet Archive).
- Introduction à l’étude clinique et à la pratique des accouchements. Steinheil, Paris 1908 (Scan – Internet Archive).

Weitere Scans im Internet Archive, siehe Weblinks.